# Alojzij Obit
Alojzij Obit, slovenski duhovnik, * 22. februar 1900, Škrutovo (Benečija), † 5. januar 1944, Podsabotin.

## Življenje
Mašniško posvečenje je prejel 12. julija 1926 v Vidmu, novo mašo pa je imel v domaček kraju 18. julija. Od leta 1926 do 1927 je bil v Oblici nad Podutano, nato je bil dobro leto v Kozici, od tam je šel v slovensko kuracijo Vižont (Chialnimis) pri Njemah (Nimis) in še isto leto prešel v goriško nadškofijo, služboval je v Fari ob Soči. Od 1929 do 1932 je deloval v Tolminu, nato je prišel za kurata v Gornjo Trebušo. Leta 1934 je deloval v Gorenjem Polju in nato v Plavah. Leta 1935 je šel na Banjšice, od maja 1938 do januarja 1944 pa je deloval v Podsabotinu.
Njegovo razgibano službovanje razkriva njegov zanimiv značaj, ki je bi razlog za občasno težko sodelovanje z nekaterimi sodelavci, hkrati pa je bil zaradi jasnosti in načelnosti priljubljen. Znano je, da je v času hudega pritiska fašizma in poitaljančevanja tudi nadškofa pozdravljal s slovenskim 'Hvaljen Jezus!'. 21. septembra 1943 je ob nemškem bombardiranju Podsabotina umrlo deset ljudi, ki jih je Obit pokopal na domačem pokopališču, nato pa se je preselil v Šmaver, ki ga je sicer upravljal že dotedaj. Takrat je ob vabilu, naj se vrne v Podsabotin neprevidno izjavil, da "tja ne pride, ker so tam partizani".
Po sklepu vodstva partizanov za Goriška Brda so ga prišli 5. januarja (2. ali celo 9., odvisno od virov) partizani iskat v Šmaver, ter ga peljali mimo Podsabotina. V eni izmed kavern prve svetovne vojne so ga mučili in ubili, menda s krampom. Naslednji dan so partizani izropali župnjišče. Nekaj let po koncu druge svetovne vojne so njegovo truplo prepeljali na goriško pokopališče, kjer ima spomenik s fotografijo. Kaverna, v kateri je bil umojen, je bila zasuta ob graditvi ceste iz Nove Gorice v Brda.